# Маслянцев, Михаил Викторович
Михаил Викторович Маслянцев (24 марта 1938 — 2 октября 2020) — советский и российский космический инженер, лауреат Государственной премии СССР. Член КПСС в 1962—1991 гг.

## Биография
Родился 24 марта 1938 года в г. Кинель Куйбышевской области.
В 1955 году поступил в Куйбышевский авиационный институт, в июле 1959 года зачислен на военную службу и продолжил обучение в Ленинградской военной артиллерийской академии, которую окончил в марте 1961 года. Служил в Кзыл-Ординской области Казахской ССР начальником расчета.
С февраля 1962 до сентября 1988 года на космодроме Байконур: начальник отделения, инженер, старший инженер-испытатель, начальник лаборатории, заместитель начальника отдела, начальник отдела, заместитель начальника испытательного центра-управления.
В сентябре 1988 года уволен в запас по возрасту в звании полковника.
С октября 1988 по февраль 1997 года — ведущий инженер ЦСКБ. С февраля 1997 года работал в институте «Гипровостокнефть». С июня 2013 года на пенсии.
Лауреат Государственной премии СССР. Почётный радист СССР. Награждён орденом Трудового Красного Знамени и медалями.
Умер после непродолжительной болезни 2 октября 2020 г.